# A&M Records
A&M Records fue una compañía discográfica estadounidense fundada en 1962 por Herb Alpert y Jerry Moss.

## Historia

### Comienzos
A&M Records fue fundada en 1962 por Herb Alpert y Jerry Moss bajo el nombre de Carnival Records. Con esta denominación editaron dos singles antes de descubrir que otra discográfica ya poseía el nombre de Carnival antes que ellos. Entonces, la compañía pasó a llamarse A&M Records, en honor a las iniciales de los apellidos de sus fundadores. Entre 1966 y 1969, el sello se instauró en el estudio Charlie Chaplin en Hollywood, California.
En las décadas de los 60 y los 70, A&M patrocinó a los grupos y solistas emergentes del pop "suave", como Herb Alpert & the Tijuana Brass, Baja Marimba Band, Burt Bacharach, Sérgio Mendes, Carpenters, We Five, Chris Montez, Captain and Tenille, Paul Williams, Joan Báez y Phil Ochs.
A finales de los 60, la compañía añadió artistas británicos a su repertorio, entre los que destacan Joe Cocker con su disco "Mad Dogs and Englishmen", Procol Harum, Fairport Convention o Spooky Tooth. En la década de 1970 comenzó a producir álbumes de Carole King y Cheech and Chong gracias a un acuerdo con Ode Records. Sin embargo, la mayor fuente de ingresos del sello vino gracias a la popularidad de The Carpenters, que vendieron cerca de 100 millones de discos en todo el mundo. Otros artistas lucrativos mantenidos por A&M Records fueron Supertramp, Peter Frampton, Styx, Nazareth, The Tubes o Squeeze.
Las publicaciones de A&M Records fueron distribuidas en el Reino Unido a través de Stateside Records, subsidiaria de EMI, aunque a partir de 1967 lo hicieron a través de Pye Records. En 1970 se creó A&M Records of Canadá, y en 1977, A&M Records of Europe. En esta época, el sello comienza a interesarse por los nuevos grupos de punk británicos, y firma un contrato con los Sex Pistols poco después de que estos fuesen rechazados por EMI. La popularidad del sello continuó en los años 1980, con la contratación de exponentes como Janet Jackson, The Police, Atlantic Starr, Suzanne Vega, Bryan Adams o Joe Jackson y terminando el contrato del dúo The Carpenters en 1981.

### Los años de PolyGram
En 1989, A&M Records fue adquirida por PolyGram por 500 millones de dólares. Alpert y Moss continuaron dirigiendo la empresa hasta 1993, cuando la dejaron al ver que PolyGram estaba ejerciendo demasiada presión sobre A&M para que esta se acogiera a la estructura corporativa de PolyGram. Sin embargo, el contrato de venta firmado por A&M y PolyGram estipulaba que Alpert y Moss tenían los derechos de control de A&M hasta el año 2009, por lo que el dúo de empresarios demandó a PolyGram en 1998.
En 1991, A&M creó Perspective Records a través de un acuerdo con el equipo de productores Jimmy Jam y Terry Lewis, que fue absorbida por A&M en 1999. A mediados de la década de 1990, A&M comenzó a distribuir a Polydor Records, compañía hermana de PolyGram, una sociedad que dura hasta nuestros días.
A&M innovó en cuanto al marketing musical, ya que fue la primera compañía discográfica en permitir la inclusión de música de sus artistas en videojuegos, como fue el caso de "Road Rash 3DO", de 1994, que incluía música de Soundgarden o Therapy?.
Durante la década de 1990, A&M siguió publicando álbumes de bandas comercialmente exitosas como Soundgarden, Extreme, Amy Grant, Sting, Barry White, John Hiatt, Blues Traveler y Aaron Neville, así como fichar a artistas emergentes como Sheryl Crow, Therapy? o Gin Blossoms.

### Los años de Universal Group
En 1998, A&M Records fue adquirida por Seagrams e incluida en Universal Music Group. Posteriormente, se unió a Interscope Records y Geffen Records para formar Interscope-Geffen-A&M.
En 1999, la sede de A&M en Hollywood hubo de ser cerrada en enero, lo que para muchos trabajadores y artistas significó el fin de la compañía: muchos de los trabajadores y colaboradores de la empresa tuvieron que ser despedidos, y muchos de los artistas mantenidos tuvieron que rescindir sus contratos. Alpert y Moss demandaron a Universal en 2000 alegando que habían violado el acuerdo contractual que exponía que A&M Records podía mantener su modo corporativo.
Bajo Universal Music Group, A&M continuó editando discos superventas de artistas como Sting (que logró el primer disco multiplatino del sello, Brand New Day), Chris Cornell, Sheryl Crow, Bryan Adams, The Black Eyed Peas, Pussycat Dolls, Keyshia Cole o Duffy.

### A&M/Octone
En febrero de 2007, Universal Music Group adquirió Octone Records, lo que hizo que se renombrara como A&M/Octone Records, operando bajo A&M Records.

## Artistas

### Actuales
- Asia Nitollano
- Ayọ
- Natalie Imbruglia (A&M/Geffen)
- Sheryl Crow
- Dropping Daylight (A&M/Octone)
- Duffy
- A&M Records (Geffen)
- Faders, The (Polydor/A&M)
- Fergie (will.i.am Music Group/A&M)
- Flyleaf (A&M/Octone)
- Peter Frampton
- The Hives (A&M/Octone)
- Jonny Lang
- Maroon 5 (A&M/Octone)
- Melody Thornton
- Metro
- Joe Cocker
- Nicole Scherzinger
- The Police
- Pussycat Dolls
- Richard Carpenter
- Simian Mobile Disco
- Snow Patrol (Polydor/A&M)
- Sting
- Supertramp
- Tila Tequila (will.i.am Music Group/A&M)
- TG4 (TUG/A&M)
- Michael Tolcher (A&M/Octone)
- will.i.am (will.i.am Music Group/A&M)

## Sellos afiliados

### Sellos pasados
- CTI Records (1967-1970)
- Supertramp (1970-1987)
- Shelter Records (en Gran Bretaña, comienzos de '70)
- Dark Horse Records (1974–1976)
- Ode Records (1970-1975)
- I.R.S. Records (1979–1985)
- Windham Hill Records (y sus sellos subsidiarios) (1982–1985)
- Gold Mountain Ltd. (1983–1985)
- Word Records (y sus sellos subsidiarios: Exit, Myrrh, Live Oak) (1985–1990)
- Nimbus Records (1987-1990)
- Delos International (1988-1990)
- Denon (1988-1992)
- Flip (1996-1998)
- TwinTone (1987-1989)
- Cypress Records (1988–1990)
- Tabu Records (1991-1993)
- Tuff Break Records (1993-1995)
- Heavyweight Records (1998)
- DV8 Records (1995-1998)
- T.W.Is.M (1996-1998)
- ANTRA Records (1998)
- 1500 (1998)

### Actuales
- A&M/Octone Records
- Polydor Records (distribución en EE. UU. desde 1994)
- Tropical Records
- will.i.am Music Group